# Kazimierz Kleina
Kazimierz Mariusz Kleina (Sierakowice, Casúbia; 21 de Fevereiro de 1958 — ) é um político da Polónia. Ele foi eleito para a Sejm em 25 de Setembro de 2005 com 7896 votos em 26 no distrito de Gdynia, candidato pelas listas do partido Platforma Obywatelska.
Ele também foi membro do Senado 1997-2001.